# ストックホルム国際平和研究所
ストックホルム国際平和研究所（ストックホルムこくさいへいわけんきゅうじょ、英: Stockholm International Peace Research Institute、略称はSIPRI）は、スウェーデン王国を本拠地とする国際平和研究機関。
紛争、武器、軍備管理、軍縮などの研究を専門とし、ブルッキングス研究所、チャタム・ハウス、カーネギー国際平和基金、戦略国際研究センターに続き、国際平和分野で世界で5番目に大きな影響力を持つシンクタンクである。ストックホルム県ソルナ市を拠点とし、記述内容の客観性、正確性から国際的にも評価が高い『軍備・軍縮年鑑』(“SIPRI Yearbook: Armaments, Disarmament and International Security”) の刊行で知られる。

## 概要
1964年の第32代首相ターゲ・エルランデルの発案を機にスウェーデン王立委員会の提言を経て1966年5月にスウェーデン議会によって設立された。初代の所長は1982年にノーベル平和賞を受賞したアルバ・ライマル・ミュルダールであった。
「われわれの研究所の任務は、国際紛争の平和的解決と安定した平和の理解を促進するために、紛争についての問題、および国際的な平和と安全のために協力することの重要性についての研究を遂行することである」
原文は「The task of our Institute is to conduct research on questions of conflict and cooperation of importance for international peace and security, with the aim of contributing to an understanding of the conditions for peaceful solutions of international conflicts and for a stable peace.」